# Po Toi
Po Toi (蒲台島S, Pòuh tòih dóuP) è un'isola della regione amministrativa speciale di Hong Kong, in Cina.
Dal punto di vista amministrativo l'isola fa parte del distretto delle Isole.